# Ligné (Charente)
Ligné è un comune francese di 167 abitanti situato nel dipartimento della Charente, nella regione della Nuova Aquitania.

## Società

### Evoluzione demografica
Abitanti censiti